# Six Flags Astroworld
Pour les articles homonymes, voir Astroworld.
Six Flags AstroWorld était un parc d'attractions du groupe Six Flags. Il était situé à Houston, au Texas. C'est le quatrième parc à avoir été géré par la compagnie Six Flags. Et c'est le premier à avoir été acheté en état, les précédents furent construits par le groupe. Le parc a fermé ses portes le 30 octobre 2005 et a été démoli au début de l'année 2006.
AstroWorld était à l'origine une partie du Reliant Astrodome une invention de l'ancien maire de Houston, le juge Roy Hofheinz (en). 
Le 3 aout 2018, le rappeur Travis Scott, originaire de Houston, a rendu hommage au parc avec son troisième album nommé AstroWorld.

## Histoire
Le parc d'attractions ouvrit le 1er juin 1968. Il fut imaginé par Randall Duell, qui s'était occupé auparavant de Six Flags Over Texas. Huit zones furent déterminées :
- Americana Square : Entry plaza
- Alpine Valley : Alpine Carrousel, Alpine Sleigh Ride, AstroWay
- Children's World : Barnyard Petting Zoo, Maypole (tasses), Rub-a-Dub
- European Village : Le Taxi
- Modville : AstroWheel (grande roue), Orbiter (Scrambler), Spinout
- Plaza de Fiesta : Lost World Adventure (croisière scénique),
- Oriental Corner : Train, Black Dragon
- Western Junction : Crystal Palace Theater, Mill Pond (auto tamponneuse aquatique), Shooting Gallery,
- AstroNeedle : (Tour de chute Intamin), Wagon Wheel

AstroWorld est racheté par le groupe Six Flags en 1975. Il change alors son nom pour devenir Six Flags Astroworld.
En 1976, pendant la construction des montagnes russes en bois Texas Cyclone, un cyclone tropical  détruit une section entière de l'attraction (comme on peut le voir dans le film Brewster McCloud). Construit entièrement en Doulas, cet incident reporta l'ouverture. Les montagnes russes ouvrent finalement le 12 juin 1976.
Six Flags WaterWorld, un parc aquatique fut construit juste à côté d'Astroworld en 1983. L'entrée était séparée jusqu'en 2002, où le même ticket permis finalement de profiter des deux parcs. 
Le 12 septembre 2005, Six Flags annonce la fermeture du parc en fin de saison. Le terrain du parc fut vendu. La direction avança comme raisons de fermeture les faibles performances de visite du parc.
Angel/McIver Interests, une firme de Conroe, au Texas racheta le terrain pour 77 millions de dollars (Six Flags dépensa 20 millions de dollars pour la démolition du parc). La majorité des attractions (mécaniques et aquatiques) furent transférées dans d'autres parcs du groupe. Certaines sont aujourd'hui à nouveau en fonctions, d'autres sont stockées et attendent d'être remontées.
|}

## Les Montagnes Russes
| Nom               | Type                        | Constructeur                       | Année d'ouverture    | Année de fermeture | Relocalisation | Photo |
| ----------------- | --------------------------- | ---------------------------------- | -------------------- | ------------------ | --- | ----- |
| Batman The Escape | Montagnes russes debout     | Intamin                            | 1993                 | 2005 le 30 octobre | En stockage depuis 2006 à Darien Lake                                                                                             |       |
| Excalibur         | Train de la mine            | Arrow Dynamics                     | 1972                 | 1998               | Relocalisé à Frontier City comme Excalibur                                                                                        |       |
| Greezed Lightnin  | Montagnes russes navette    | Anton Schwarzkopf                  | 1978                 | 2005 le 30 octobre | Attraction actuellement en stockage                                                                                               |       |
| Mayan Mindbender  | Montagnes russes assises    | Vekoma                             | 1995                 | 2005 le 30 octobre | Relocalisé à Wonderland Park comme Hornet                                                                                         |       |
| Serial Thriller   | Montagnes russes inversées  | Vekoma                             | 1999 le 29 mai       | 2005 le 30 octobre | En stockage entre 2006 et 2009 à Six Flags Great Escape Theme Park & Lodge Relocalisé à La Ronde en 2010 comme Ednör - L'attaque. |       |
| Serpent           | Train de la mine            | Arrow Dynamics                     | 1969                 | 2005 le 30 octobre | |       |
| Swamp Buggy       | Montagnes russes assises    | Chance Manufacturing Company, Inc. | 1970                 | 1972               | |       |
| Texas Cyclone     | Montagnes russes en bois    | Frontier Construction Company      | 1976 le 12 juin      | 2005 le 30 octobre | |       |
| Texas Tornado     | Montagnes russes assises    | Anton Schwarzkopf                  | 1998 le 16 septembre | 2002               | Relocalisé à Six Flags Discovery Kingdom en 2003 comme Zonga.                                                                     |       |
| Ultra Twister     | Montagnes russes pipeline   | Togo                               | 1990                 | 2005 le 30 octobre | Attraction en stockage à Six Flags America entre 2006 et 2010                                                                     |       |
| Viper             | Montagnes russes assises    | Anton Schwarzkopf                  | 1989                 | 2005 le 30 octobre | |       |
| XLR-8             | Montagnes russes suspendues | Arrow Dynamics                     | 1984                 | 2005 le 30 octobre | |       |